# 施默尔恩-普茨考
施默尔恩-普茨考（德語：Schmölln-Putzkau）是德国萨克森州的市镇，隶属于包岑县。总面积为32.93平方千米，截至2023年12月31日总人口为2,969人。